# Perehodivka, Nijîn
Perehodivka (în ucraineană Переходівка) este un sat în comuna Stodolî din raionul Nijîn, regiunea Cernihiv, Ucraina.

## Demografie
Componența lingvistică a localității Perehodivka
     Ucraineană (99,62%)
     Alte limbi (0,38%)
Conform recensământului din 2001, majoritatea populației localității Perehodivka era vorbitoare de ucraineană (99,62%), existând în minoritate și vorbitori de alte limbi.